# نشان قهرمانان آسمانی
نشان قهرمانان آسمانی یا صد بهشت منظور از اوکراین است که برای شجاعت مدنی ، میهن پرستی و دفاع از اصول قانون اساسی مردم سالاری، حقوق بشر و آزادی ارائه شده است. فعالیت های بشردوستانه ، اجتماعی و خیریه؛ خدمات فداکارانه به مردم اوکراین در جریان اعتراضات یورومیدان . و همچنین هرگونه وقایع مربوط به حمایت از استقلال ، حاکمیت و تمامیت ارضی اوکراین.  

## زمینه
نام "قهرمانان آسمانی" به مشارکت کنندگان کشته شده در زمان ارومایدان گفته می‌شود. 
این نشان در ۱ ژوئیه ۲۰۱۴ تأسیس شد ، هنگامی که ورخوونا رادا (پارلمان اوکراین) قانون "اصلاحات در ماده ۷ قانون اوکراین" در مورد جوایز ملی اوکراین "را تصویب کرد.  در تاریخ ۲۶ ژوئن ۲۰۱۴، رئیس جمهور اوکراین پترو پوروشنکو ابتدا با معرفی نشان قهرمانان آسمانی ، به مجلس پیشنهاد کرد تا قانون جوایز دولت را اصلاح کند. 

## ظاهر
یک مسابقه سراسری برای بهترین طراحی نشان قهرمانان آسمانی توسط تاراس وزنیاک و کنستانتینا کوالویشین از لووف برنده شدند. 

## گیرندگان
در تاریخ ۲۷ نوامبر ۲۰۱۴، سه شهروند غیر اوکراینی کشته شده در رویدادهای یورومیدان به هرکدام پس از مرگ ، عنوان شوالیه نشان قهرمانان آسمانی اهدا شد. 
- بلاروس —میخائیل ژیزنفسکی (۲۶ژانویه ۱۹۸۸– ۲۲ ژانویه ۲۰۱۴)
- گرجستان — زوراب خرتسیا	(۲۹ ژوئیه ۱۹۶۰– ۱۸ فوریه ۲۰۱۴), در اثر تظاهرات در میدان استقلال در اثر سکته قلبی درگذشت
- گرجستان — دیوید کیپیانی (۲۸ ژوئن ۱۹۸۰– ۲۱ فوریه ۲۰۱۴)

در شانزدهم فوریه ۲۰۱۸، به تاراس بیلچوک پس از مرگ ، نشان شوالیهقهرمانان آسمانی اهدا شد. 
- اوکراین — تاراس بیلچوک (۱۹۶۰– ۱۴ اوت ۲۰۱۷)